# Clerotilia
Clerotilia là một chi bọ cánh cứng trong họ Chrysomelidae.
Chi này được Jacoby miêu tả khoa học năm 1885.

## Các loài
Các loài trong chi này gồm:
- Clerotilia flavomarginata (Jacoby, 1885)
- Clerotilia sichuanica Lopatin, 2002
- Clerotilia sukarnoi (Mohamedsaid, 2001)
- Clerotilia terminata (Chen, 1942)
- Clerotilia unicolor (Samoderzhenkov, 1988)